# Dronninglund Kommune
| Strukturdaten       | Strukturdaten       |
| ------------------- | ------------------- |
| Sitz der Verwaltung | Dronninglund        |
| Fläche              | 316,23 km²          |
| Einwohner           | 15.357 (2004)       |
| Kommune seit 2007   | Brønderslev Kommune |

Dronninglund Kommune war bis Dezember 2006 eine dänische Kommune im damaligen Nordjyllands Amt im Norden Jütlands. Seit Januar 2007 ist sie zusammen mit der “alten” Brønderslev Kommune Teil der neuen Brønderslev Kommune.

## Persönlichkeiten
- Stine Jørgensen (* 1990), Handballspielerin